# Steffen Höld

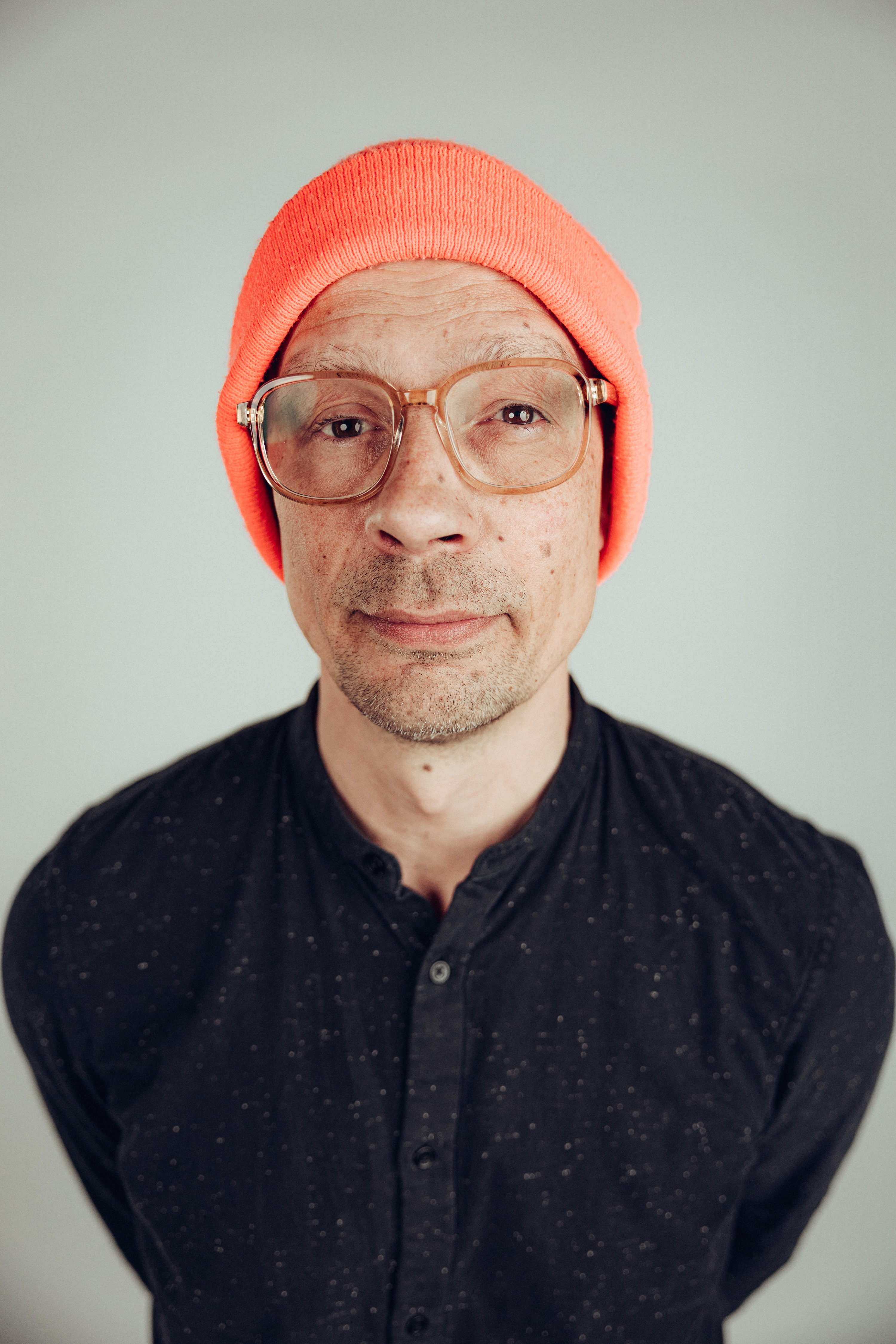
Steffen Höld (2024). Foto: Joel Heyd

Steffen Höld (* 1969 in Ulm) ist ein deutscher Theaterschauspieler.

## Ausbildung und künstlerische Laufbahn
Steffen Höld absolvierte ein Regie- und Schauspielstudium an der Universität Mozarteum in Salzburg.
Engagements als Schauspieler hatte er u. a. am Schauspielhaus Köln (u. a. 1993 in Cham von Michael Roes, Regie: Thirza Bruncken), Schauspielhaus Graz (u. a. 1995 in Hurra Jesus, Regie: Christoph Schlingensief), Theater Nürnberg, Phönix Theater Linz und am Theater Rampe Stuttgart. 2007 war er in Enron bei Drama X im Schauspielhaus Wien zu sehen (Regie: Christoph Ernst).
Als Regisseur arbeitete er u. a. am Phönix Theater Linz (z. B. 2001 Im Club der einsamen Herzen von Robert Wolf (UA), zusammen mit Forum Stadtpark Theater Graz; 2002, Das Pulverfass von Dejan Dukovski) und am Schauspielhaus Salzburg (z. B. 2003, Helges Leben von Sibylle Berg, ÖEA; 2004 A Clockwork Orange nach Anthony Burgess).
Seit der Spielzeit 2007/08 war er festes Ensemblemitglied am Schauspielhaus (Wien). Seit der Spielzeit 2019/ 2020 ist er festes Ensemblemitglied am Residenztheater München (Bayerisches Staatsschauspiel).

## Theater (Auswahl)

### Schauspielhaus Wien
- 2007: Hamlet ist tot. Keine Schwerkraft. Von Ewald Palmetshofer. Inszenierung: Felicitas Brucker (Eine Koproduktion mit den Wiener Wortstaetten)[2][3]
- 2012: Der Seidene Schuh oder Das Schlimmste trifft nicht immer zu (als Don Pelayo). Von Thomas Arzt, Jörg Albrecht, Anja Hilling und Tine Rahel Völcker nach Paul Claudel. Inszenierung: Gernot Grünewald/ Mélanie Huber/ Christine Eder/ Pedro Martins Beja[4][5][6][7]
- 2014: Als ich einmal tot war und Martin L. Gore mich nicht besuchen kam (als Dave Gahan, Sänger von Depeche Mode). Von Daniel Mezger . Inszenierung: Klemens Gindl[8]
- 2014: Was es bedeutet baden zu gehen (als Karsten). Von Bastian Sistig (Uraufführung). Inszenierung: Sebastian Schug[9][10][11]

### Theater Basel
- 2015: Als ich einmal tot war und Martin L. Gore mich nicht besuchen kam (als Dave Gahan, Sänger von Depeche Mode). Von Daniel Mezger . Inszenierung: Klemens Gindl (Übernahme vom Schauspielhaus Wien)
- 2015: Schlafgänger (Ensemble). Nach dem Roman von Dorothee Elmiger. Inszenierung: Julia Hölscher
- 2016: Was ihr wollt (als Malvolio). Von William Shakespeare. Inszenierung: Julia Hölscher
- 2016: Nirgends in Friede. Antigone (als Kreon). Von Darja Stocker nach Sophokles. Inszenierung: Felicitas Brucker[12][13][14][15]
- 2016: Inferno (Ensemble). Von Thom Luz auf den Spuren von Dante Alighieris «Göttlicher Komödie». Inszenierung: Thom Luz
- 2016: Die Bacchen (als Teiresias, ein Seher). Von Euripides in einer Bearbeitung von Roland Schimmelpfennig. Inszenierung: Robert Borgmann[16]
- 2017: Klub Roter Oktober – Hier spricht Lenin (als Kellner). Von Iwan Alexandrowitsch Wyrypajew. Inszenierung: Nora Schlocker
- 2017: Oresteia (als Aigisthos). Musiktheater nach der Orestie von Aischylos mit Musik von Iannis Xenakis Inszenierung: Calixto Bieito Musikalische Leitung: Franck Ollu
- 2017: Vor Sonnenaufgang (als Egon Krause). Von Ewald Palmetshofer nach Gerhart Hauptmann. Inszenierung: Nora Schlocker
- 2018: König Arthur (als Merlin, ein Zauberer). Semi-Oper von Henry Purcell und John Dryden in einer Neudichtung von Ewald Palmetshofer. Inszenierung: Stephan Kimmig
- 2018: Die schwarze Spinne (als Vetter/ Hornbachbauer). Nach der Novelle von Jeremias Gotthelf. Inszenierung: Tilmann Köhler
- 2018: Romulus der Grosse (als Romulus Augustus, Kaiser von Westrom). Von Friedrich Dürrenmatt. Inszenierung: Franz-Xaver Mayr
- 2019: Hexenjagd (als Danforth, Stellvertreter des Gouverneurs). Von Arthur Miller. Inszenierung: Robert Icke[17]
- 2019: Radio Requiem (als Radiosprecher). Eine begehbare Rauminszenierung von Thom Luz (Uraufführung). Inszenierung: Thom Luz
- 2020: Graf Öderland (als Der Mörder). Nach Max Frisch. Inszenierung: Stefan Bachmann[18]

### Residenztheater München
- 2019: Vor Sonnenaufgang (als Egon Krause). Von Ewald Palmetshofer nach Gerhart Hauptmann. Inszenierung: Nora Schlocker (Übernahme der Uraufführung vom Theater Basel).
- 2020: Graf Öderland (als Der Mörder). Nach Max Frisch. Inszenierung: Stefan Bachmann (Übernahme der Uraufführung vom Theater Basel).[19]
- 2020: Der starke Stamm (als sein Schwager). Nach Marieluise Fleißer. Inszenierung: Julia Hölscher[20][21][22]
- 2021: Die Träume der Abwesenden (als Simon, Vater von Lea und Isaac). Nach Judith Herzberg. Inszenierung: Stephan Kimmig[23][24][25][26]
- 2021: Dekalog (Ensemble). Nach dem gleichnamigen Drehbuch von Krzysztof Kieślowski und Krzysztof Piesiewicz  Inszenierung: Calixto Bieito[27]
- 2021: Die Wolken, die Vögel, der Reichtum (Ensemble). Von Thom Luz nach Motiven von Aristophanes. Inszenierung: Thom Luz[28][29][30][31]
- 2022: All Together Now! Happening-Gala für nachhaltige Gemeinsamkeit von und mit Schorsch Kamerun und verschiedensten Mitstreiter*innen[32]
- 2023: Erfolg (als Dr. Franz Flaucher / Konrad Stolzing). Nach Lion Feuchtwanger – bearbeitet von Barbara Sommer und Stefan Bachmann. Inszenierung: Stefan Bachmann[33][34][35][36]
- 2023: Antigone (als Teiresias). Nach Sophokles und  Slavoj Žižek. Inszenierung: Mateja Koležnik[37]
- 2023: Mitläufer. Ein Rechercheprojekt von Noam Brusilovsky. Inszenierung: Noam Brusilovsky
- 2024: Sternstunden der Menschheit (als Besucher u. a.). Nach Stefan Zweig in einer Fassung von Thom Luz. In Kooperation mit den Salzburger Festspielen. Inszenierung: Thom Luz[38]
- 2025: Sankt Falstaff (als #3 / Der Quasi-König). Von Ewald Palmetshofer frei nach Shakespeares «King Henry IV» (Uraufführung / Auftragswerk). Inszenierung: Alexander Eisenach[39]
- 2025: Was ich vergessen habe. Von Jürgen Berger und Anna Karasińska. Inszenierung: Anna Karasińska[40]
- 2025: Peace Music Festival -Through Overwhelming Strength (Ensemble). Von Hong-Do Lee. Inszenierung: Alexander Eisenach[41]
- 2025: Lapidarium. Von Rainald Goetz. Inszenierung: Elsa-Sophie Jach[42]

## Preise und Ehrungen
- 2015: Nominierung für den Nestroy-Theaterpreis/Bester Schauspieler für die Rolle des Dave Gahan in Als ich einmal tot war und Martin L. Gore mich nicht besuchen kam (Theater Basel/ Schauspielhaus Wien)
- 2021: Einladung zum Berliner Theatertreffen mit Graf Öderland (Theater Basel/ Residenztheater München)